# Konrád Kálmán
Konrád Kálmán (ur. 23 maja 1896 w Bačkiej Palance, zm. 10 maja 1980) – węgierski piłkarz występujący na pozycji napastnika i trener.

## Życiorys
Urodził się 23 maja 1896 w miejscowości Bačka Palanka w Austro-Wegrzech. Kiedy był małym dzieckiem, jego rodzice przenieśli się do Budapesztu. W 1910, w wieku 14 lat, został zawodnikiem klubu MTK Hungaria FC. Pierwszy sezon ligowy rozegrał w wieku 17 lat w 1913 roku. Występował w barwach MTK Budapeszt w latach 1913–1919 i przyczynił się do zdobycia mistrzostwa kraju w 1914 i w latach 1917–1919. W trzech sezonach mistrzostw pomiędzy 1917 a 1919 rokiem MTK pokonało swoich przeciwników 376–46 i uzyskało ogólny rekord 60-4-2. W tej niesamowitej serii Kálmán rozegrał 94 mecze i strzelił 88 goli, będąc zawodnikiem MTK. Był także członkiem kadry narodowej, wystąpił w 12 meczach i strzelił dwa gole. Jako trener w sierpniu 1926 roku Kálmán został sprowadzony do Stanów Zjednoczonych przez Nata Agara, właściciela i menadżera drużyny Brooklyn Wanderers z American Soccer League (ASL).
Bayernu Monachium w sezonie 1928/1929 wygrał ligę regionalną i awansował do ćwierćfinału po zwycięstwie na Drenser FC następnie w ćwierćfinale odpadł z klubem Breslauer SC 08. W sezonie 1930/1931 zajął 5 miejsce we wschodniej grupie z drużyną FC Zürich.